# Basilika Mariä Heimsuchung (Frýdek)

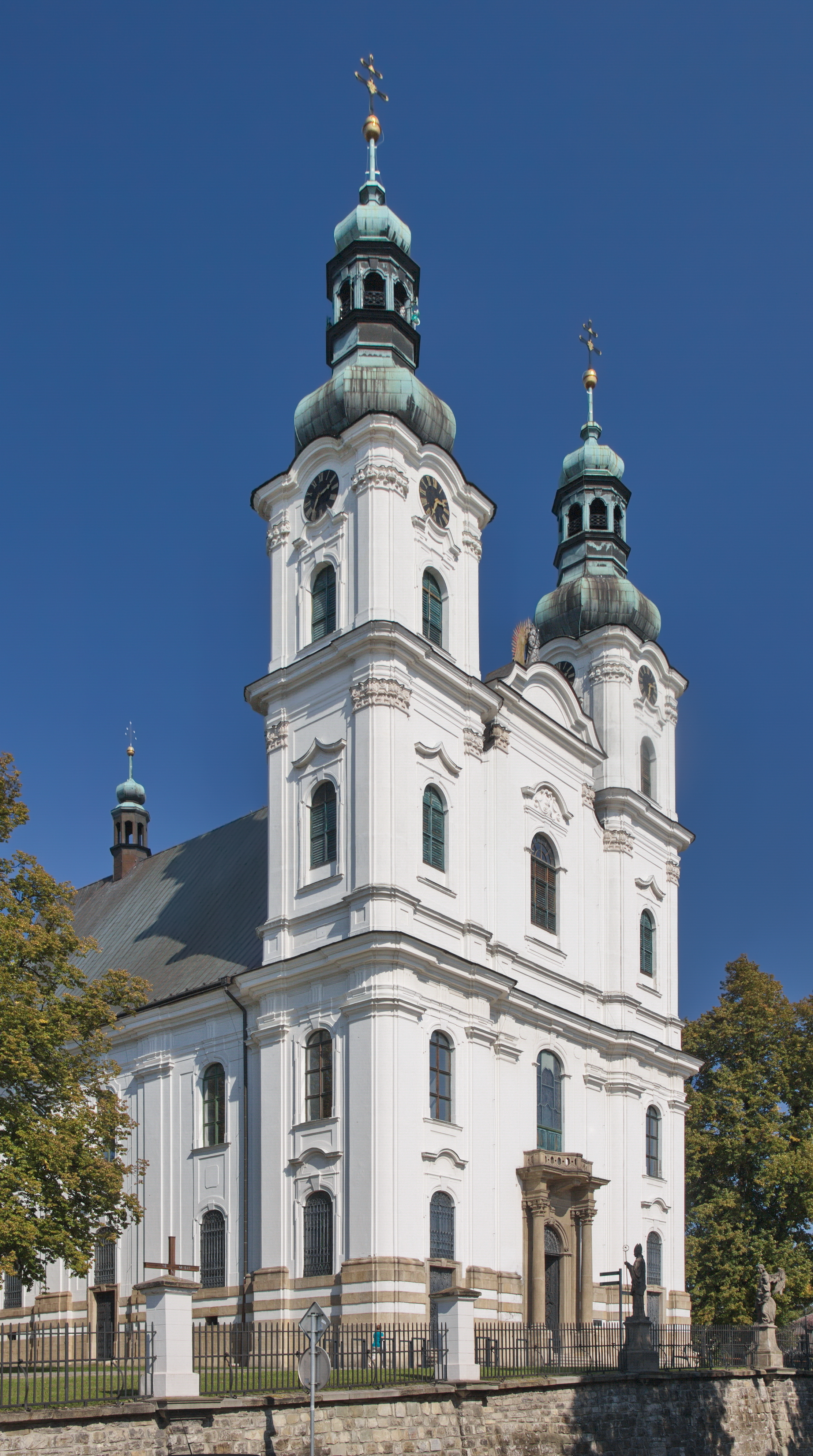
Fassade der Basilika

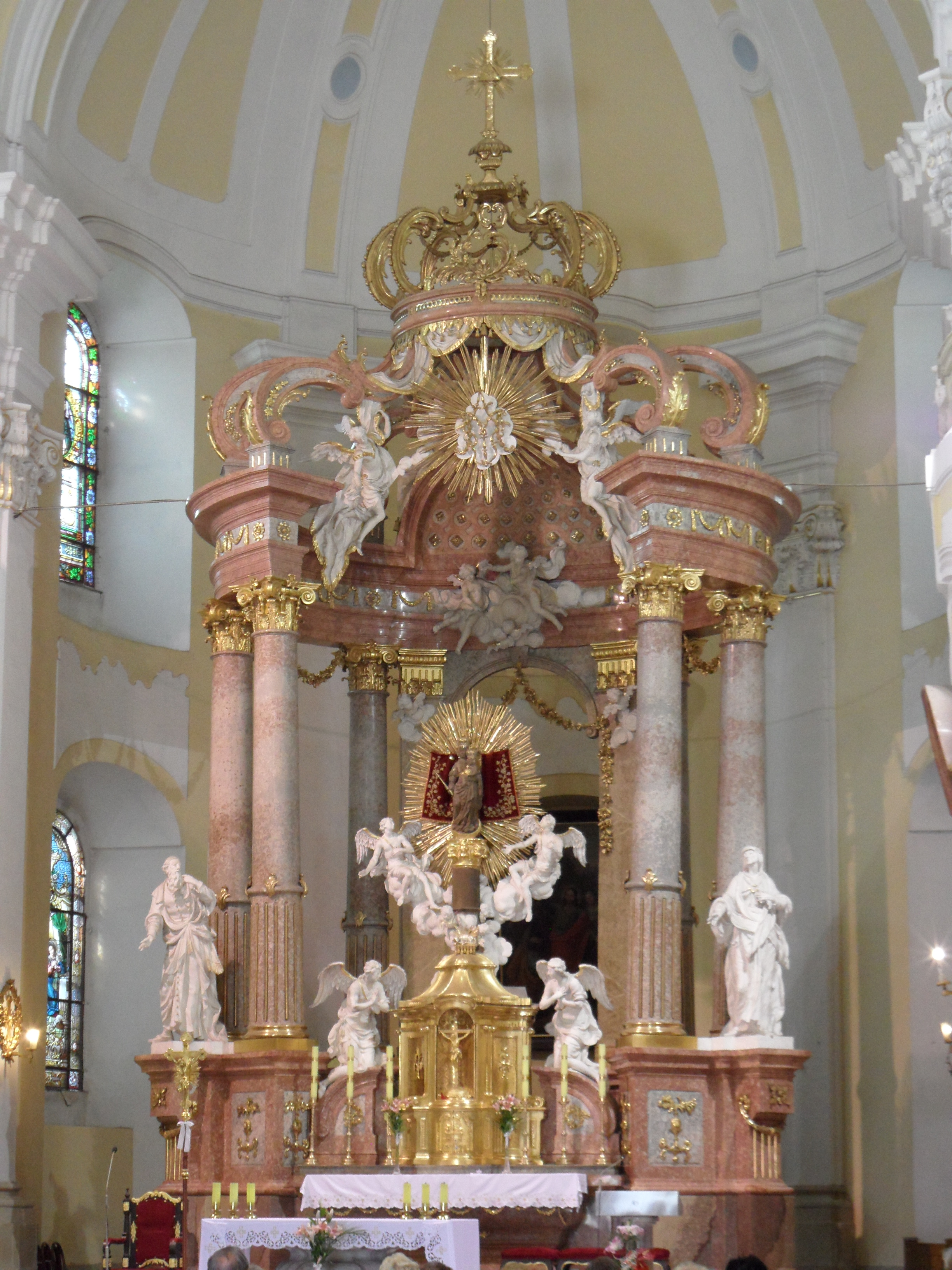
Hochaltar

Die Basilika Mariä Heimsuchung (tschechisch Bazilika Navštívení Panny Marie) ist eine römisch-katholische Wallfahrtskirche in Frýdek-Místek in der Mährisch-Schlesischen Region in Tschechien. Die denkmalgeschützte Kirche im Bistum Ostrau-Troppau mit dem Patrozinium Mariä Heimsuchung trägt den Titel einer Basilica minor.

## Geschichte
1665 soll an der Stelle der heutigen Basilika eine Marienstatue auf einer Sandsteinsäule aufgestellt worden sein, der Pilgerzuspruch führte 1706 zum Bau einer Holzkapelle über der Statue. 1740 wurde dann der Grundstein der Kirche gelegt, deren Bau Bartolomäus Wittner leitete. Im Jahr 1759 wurde die Kirche durch den Fürstbischof von Breslau Philipp Gotthard von Schaffgotsch geweiht. Die Türme wurden 1777 fertiggestellt. 1877 wurde der Kreuzweg errichtet, 1882 die Herz-Jesu-Kapelle. Die Marienstatue wurde über dem Tabernakel platziert. Frýdek wurde damit zu einem bedeutenden Wallfahrtsort, der manchmal als „schlesisches Lourdes“ bezeichnet wird.
Papst Johannes Paul II. erhob die Kirche 1999 zur Basilica minor. 2011 wurde der Außenbereich wiederhergestellt. Das Kultusministerium nahm die Kirche 2018 in die Liste der nationalen Kulturdenkmäler der Tschechischen Republik auf.

## Architektur
Die barocke Basilika ist einschiffig ausgeführt und besitzt eine Doppelturmfassade, deren Türme mit ihren Doppelkreuzen auf den runden Turmaufsätzen 60 Meter hoch ragen. Das Kirchenschiff ist 47,25 Meter lang, 22,25 Meter breit und 22,75 Meter hoch. Der Hauptaltar, der nach dem Tod des Bildhauers Jan Schubert vom Bildhauer Andreas Schweig in Brünn im Jahre 1796 datiert ist, trägt die Statue der Gottesmutter von Frýdek. Die Kirche ist mit acht Kapellen ausgestattet. An den Seiten des Hauptschiffes sind sechs Seitenkapellen mit Altären angeordnet, auf der rechten Seite die von St. Josef, St. Philippus und St. Hedwig; auf der linken Seite dann St. Michael, St. Franz von Assisi und St. Johannes von Gott. In der Kapelle St. Hedwig liegt auch der Eingang zur Krypta der Kirche. Die übrigen zwei Kapellen befinden sich hinter dem Altar (Kapelle des hl. Johannes von Nepomuk) und dem Presbyterium (Kapelle des Heiligen Kreuzes).
Unterhalb der Basilika befindet sich der Kreuzweg, um den sich ein Park befindet. Der Kreuzweg mit 14 Kapellen von 1877 umgibt die Basilika in Form eines breiten Hufeisens. Zwischen den Kapellen des Kreuzwegs befindet sich in Verlängerung der Kirche auch die Kapelle des Heiligsten Herz Jesu und der Jungfrau Maria im Stil der Neorenaissance. Der Bereich vor dem Kircheneingang ist mit einer Reihe von Skulpturen von 1822 und 1949 und einem Missionskreuz ausgestattet.